# Silvio Schaufelberger
Silvio Schaufelberger (ur. 21 marca 1977 w Wald) – szwajcarski bobsleista, srebrny medalista mistrzostw świata.

## Kariera
Największy sukces w karierze osiągnął w 1999 roku, kiedy wspólnie z Marcelem Rohnerem, Markusem Nüssli i Beatem Heftim zajął drugie miejsce w czwórkach podczas mistrzostw świata w Cortina d’Ampezzo. W tym samym roku zdobył też srebro na mistrzostwach Europy w Sankt Moritz, a cztery lata później, podczas ME w Winterbergu był trzeci. W 2002 roku wystartował na igrzyskach olimpijskich w Salt Lake City, gdzie jego osada zajęła czwartą pozycję. Szwajcarzy przegrali tam walkę o podium z drugą reprezentacją USA o 0,09 sekundy.